# Bairro António Aroso
O Bairro António Aroso localiza-se na freguesia de Aldoar, cidade, concelho e distrito do Porto, em Portugal.
É um pequeno bairro inteiramente formado por vivendas perto do parque da cidade, da escola secundária Garcia de Orta e da igreja de Aldoar e está delimitado pela rua da Vilarinha, pela rua António Aroso, rua de Paço de Sousa e pela Avenida da Boavista. Foi fundado em 1958 e, apesar de estar em plena renovação, ainda se podem encontar casas inalteradas e alguns moradores que continuam a resistir ao passar dos anos. É constituído por 226 moradias económicas distribuídas ao longo de 10 ruas de toponímia ligada a nomes de freguesias do distrito do Porto, como Bitarães, Candemil, Gestaçô, Meinedo, Meixomil, Paço de Sousa, Roriz, Sande e Vermoim.
Em termos de infrastruturas, o bairro conta com um mini-horto e um campo desportivo. Ultimamente, o preço das casas tem subido de forma acentuada por se tratar de uma zona nobre da cidade do Porto, bem localizada geograficamente.